# Meilen
Meilen és un municipi del cantó de Zúric (Suïssa), cap del districte de Meilen.